# Gelis spinula
Gelis spinula là một loài tò vò trong họ Ichneumonidae.